# Шевченко Ігор Анатолійович (політик)
І́гор Анато́лійович Шевче́нко (нар. 10 січня 1971, Олександрія) — український юрист, політик та громадський діяч. Міністр екології та природних ресурсів України (2014—2015 рр.).
Засновник і президент «Асоціації правників України» (2002—2007 рр.). Засновник і керівник юридичної фірми «Шевченко, Дідковський і Партнери» (1995—2008 рр.) (в 2008 р. перейменована в «Астерс»).

## Життєпис

### Дитинство
Батьки — Анатолій Павлович і Марія Михайлівна, інженери.
Народився 10 січня 1971 р. в місті Олександрія Кіровоградської області. У вересні того ж року сім'я переїхала в Київ і оселилася на Борщагівці.

### Освіта
1978 року розпочав навчання у середній школі № 206 м. Києва.
У 1988 році вступив до Національного університету фізичного виховання та спорту України на факультет професійного спорту, відділення легкої атлетики.  
У 1991 році завершив спортивну кар’єру і продовжив навчання і продовжив навчання в Київському національному університеті ім. Тараса Шевченка на історичному факультеті. 
У вересні 1992 року перевівся на юридичний факультет. У листопаді того ж року за результатами конкурсу був зарахований до новоствореного Інституту міжнародних відносин на відділення міжнародного права. 
У 1996 році отримав диплом юриста-міжнародника і референта-перекладача англійської мови. 
У 1995 році вивчав право Європейського союзу і права людини в Академії Європейського права Європейського університету (Італія). 
У 1996 році переміг у конкурсі на отримання стипендії ім. Едмунда Маскі програми Конгресу США «Акт на підтримку свободи» для навчання в США і був прийнятий на юридичний факультет Державного університету штату Міннесота, де роком пізніше здобув диплом магістра права. 
У 1998 році отримав диплом спеціаліста міжнародних ринків капіталу Лондонського інституту цінних паперів (Велика Британія).
Також Ігор Шевченко вивчав державне управління у Єльському та Гарвардському університетах, які входять в асоціацію університетів США Ліга плюща.
У 2006 році Шевченко взяв участь у міжнародному конкурсі на стипендію Всесвітньої програми лідерства (Yale World Fellows) для навчання в Єльському університеті.
У 2007 році був відібраний Всесвітнім економічним форумом у Давосі з числа членів Форуму молодих лідерів світу для участі в програмі «Глобальне лідерство та державне управління в XXI столітті» в Гарвардському університеті в Школі державного управління ім. Джона Кеннеді (Harvard Kennedy School). Навчання проходило в Школі державного управління ім. Джона Кеннеді (Harvard Kennedy School) Гарвардського університету.

### Студентська діяльність
Під час навчання в КНУ ім. Т. Шевченка брав активну участь у студентському житті: створив Лігу студентів-юристів Інституту міжнародних відносин, ініціював створення і очолював оргкомітет Всеукраїнської асоціації студентів-юристів, яка в 2006 році була реорганізована в Лігу студентів Асоціації правників України, був членом Міжнародної асоціації студентів-юристів, у 1996 році вперше в історії України організував візит і був керівником делегації українських студентів-юристів на конгресі Міжнародної асоціації студентів-юристів у Вашингтоні (США) і міжнародних змаганнях з міжнародного публічного права ім. Телдерса (Telders Moot Court Competition).

### Стажування та волонтерство
У 1994 році стажувався в посольстві України в Брюсселі (1994 г.) на запрошення Міністерства закордонних справ України.
У 1996 році стажувався в центральному апараті Антимонопольного комітету України.

## Юридична практика
Шевченко розпочав кар'єру юриста в 1991 році із роботи в юридичній фірмі «Легіс» під керівництвом Олександра Чалого.
У 1992 році створив юридичну фірму «Принцип», яку продав в 1993 році. Роботу продовжив у юридичній фірмі «Фрішберг і Партнери» під керівництвом засновника Алекса Фрішберга. Із 1994 року працював у фірмі «Василь Кісіль і Партнери». У цей час починає вести приватну юридичну практику, консультуючи компанії «Алкатель Бізнес Сістемс» (Австрія) та «Основа-Солсіф» (Україна-Франція).
У жовтні 1995 року Ігор Шевченко очолив юридичну фірму «Шевченко, Дідковський і Партнери», яку створив разом з одногрупником Олексієм Дідковським. У 2004 році фірму визнано найкращою юридичною фірмою країни в рейтингу газети «Юридична практика».
У жовтні 1995 р. Ігор Шевченко очолив юридичну фірму «Шевченко, Дідковський і Партнери», яку він створив разом з одногрупником Олексієм Дідковським. Згодом у 2006 році фірма «Шевченко Дідковський і Партнери» була визнана найкращим роботодавцем України серед юридичних та аудиторських фірм в рейтингу журналу «Кореспондент». 
У 1996 р. Шевченко склав кваліфікаційний іспит і став адвокатом, отримавши право на заняття адвокатською діяльністю в Україні.
У 1997 році Ігор Шевченко успішно склав іспит на право здійснювати адвокатську діяльність в штаті Нью-Йорк і працював юристом в штаб-квартирі найбільшої міжнародної юридичної фірми «Кудер Бразерс» (Coudert Brothers) в Нью-Йорку. Займався питаннями міжнародного податкового права, корпоративним правом і питаннями регулювання обігу цінних паперів на міжнародних фондових ринках, а також брав участь в юридичному супроводі міжнародних нафтогазових проєктів на о. Сахалін за законом про договори про розподіл продукції за участю найбільших світових нафтових компаній таких, як ExxonMobil, British Petroleum, Shell, Chevron, ConocoPhillips.
У 1998 році після повернення в Україну Шевченко продовжив керувати своєю юридичною фірмою. «Шевченко Дідковський і Партнери» надавала юридичні послуги міжнародним компаніям, як радник з юридичних питань брала участь в інвестиційних проєктах. Серед клієнтів фірми було чимало великих міжнародних компаній та організацій: Microsoft, Coca-Cola, McDonald's, IKEA, Боїнг, British Petroleum, Європейський банк реконструкції і розвитку, Дженерал Електрик, Daimler AG та інші. Юристи фірми «Шевченко, Дідковський і Партнери» також представляли інтереси футболіста Андрія Шевченка в суперечках щодо міжнародних рекламних контрактів зі світовими брендами.  
У 2006—2007 роках виконував обов'язки члена Ради директорів компанії Kyivstar, представляючи інтереси її основного акціонера, норвезької компанії «Теленор».
У 2007 році Ігор Шевченко продав свою частку у фірмі і зосередився на громадській та благодійній діяльності. 
|  | Те, що я полишив професію, було для мене революційним шляхом розвитку. Я пішов не тільки з юриспруденції, я взагалі пішов з бізнесу. Юриспруденція для мене була дуже важливим етапом в житті. Якщо людина знає закони, причому не просто знає, а ще й знає, як їх застосовувати, і не тільки для себе, а для багатьох людей, то це хороший фундамент для зростання в інших галузях, наприклад, таких як політика і державне управління - із інтерв'ю Ігоря Шевченка. |

У 2008 році юридична компанія «Шевченко Дідковський і Партнери» здійснила ребрендинг та стала «Астерс».

## Асоціація правників України
У 2002 році Ігор Шевченко ініціював створення і очолив оргкомітет Асоціації правників України. У 2002 та в 2007 роках був обраний її Президентом, а з 2008 року є Почесним Президентом. Асоціація правників України об'єднує понад 5 000 українських юристів з різних галузей юридичної діяльності: адвокатів, корпоративних юристів, суддів, нотаріусів, прокурорів, юристів держорганів.
Нині Асоціація правників України — впливова українська юридична громадська організація. Серед її членів — заступник голови Адміністрації Президента (2014—2019 рр.) Олексій Філатов, суддя Конституційного суду України Станіслав Шевчук, заступник голови Вищої ради юстиції України Олексій Муравйов, голова Вищої кваліфікаційної комісії суддів України Сергій Козьяков, суддя Верховного Суду Микола Гусак, заступник Київського міського голови Олексій Резніков, міністр юстиції України (1995—1997 рр.) Сергій Головатий, голова СБУ (2005—2006 рр.) і заступник Генерального прокурора (2002—2003 рр.) Ігор Дріжчаний, заступник Міністра закордонних справ (1998—2004 рр.) і заступник глави Секретаріату Президента (2006—2008 рр.) Олександр Чалий, юристи Василь Кісіль, Анатолій Довгерт та інші.

## Громадська діяльність
Ігор Шевченко є членом Міжнародної асоціації юристів, Американської асоціації юристів, Асоціації юристів штату Нью-Йорк (США), Українсько-Американської асоціації юристів та Україно-Британської асоціації юристів.

### Європейська бізнес-асоціація
У 1999 році Ігор Шевченко став одним із засновників Європейської бізнес-асоціації, яка об'єднує найбільші європейські, міжнародні та українські компанії, що ведуть бізнес в Україні.

### Інтернет-асоціація України
У 2001 році став одним із засновників і заступником глави Правління Інтернет-асоціації України, яка сьогодні є найвпливовішою громадською організацією в українській інтернет-індустрії.

### Асоціація адвокатів України
У травні 2006 року створив Асоціацію адвокатів України і входив до складу її Наглядової ради. Асоціація об'єднує найкращих адвокатів країни і є провідною професійною спільнотою в українській адвокатурі.

### Форум молодих лідерів України
У 2006 році Ігор Шевченко заснував і очолив Форум молодих лідерів України, який реалізовував проєкти в галузях освіти та професійного розвитку, молодіжного та соціального підприємництва, здоров'я і здорового способу життя, екології й екологічної безпеки, виховання патріотизму. Одним із проєктів Форуму молодих лідерів України був проєкт «Жовто-блакитний — національна гордість України», що популяризує національний прапор. До Наглядової ради Форуму молодих лідерів входили президент Польщі (1995—2005) Олександр Кваснєвський, Президент Мексики (1994—2000) Ернесто Седільо, Міністр закордонних справ України (1990—1994) Анатолій Зленко.

### Права людини та правосуддя
Був членом програмної ради програми «Права людини та правосуддя» міжнародного фонду «Відродження» в Україні.

### Антитютюновий проєкт
Разом із Ганною Гопко Ігор Шевченко брав активну участь в антитютюновому проєкті Фонду Майкла Блумберга «Діти без тютюнового диму» (Tobacco Free Kids) в Україні. Проводилися прес-конференції та акції проти паління з залученням українських зірок, організовані антитютюнові рекламні кампанії на телебаченні. У результаті було прийнято «антитютюновий» закон, який заборонив рекламу тютюнових виробів, паління в громадських місцях і підвищив акциз на сигарети.

### Інститут державної ефективності
У вересні 2021 року Ігор Шевченко став одним із засновників та директором Інституту державної ефективності. Основною метою діяльності Інституту є сприяння покращенню ефективності державної влади в Україні.

## Форум молодих лідерів світу
У 2005 році Всесвітній економічний форум в Давосі обрав Ігоря Шевченка Молодим лідером світу і включив до складу Форуму молодих лідерів світу. Ігор Шевченко став першим українцем — повноправним членом цього світового співтовариства.
У 2006 і 2008 роках Шевченко був офіційним учасником Всесвітнього економічного форуму в Давосі.
У 2012 році Ігор Шевченко заснував і очолив перше в Україні відділення молодіжного проєкту Всесвітнього економічного форуму Global Shapers.

## Державна діяльність
2005 рік  — Радник Прем'єр-міністра України з питань залучення іноземних інвестицій та взаємодії з іноземними інвесторами.
2005—2006 рік — Член Ради підприємців при Кабінеті Міністрів України.
2006—2007 роки — Член Національної комісії зі зміцнення демократії та утвердження верховенства права при Президентові України.
2014—2015 роки — Член Національної ради реформ при Президентові України.

## Діяльність на посаді Міністра екології та природних ресурсів України
У грудні 2014 року Ігор Шевченко увійшов до складу Уряду, очолюваного Арсенієм Яценюком, ставши Міністром екології та природних ресурсів України.

### Діяльність в Міністерстві
Відразу після призначення Шевченко звільнив усіх заступників міністра, начальників департаментів і керівників Держекоінспекції та Держгеонадр, причетних до корупції, ліквідував в міністерстві всі корупційні схеми, повернув у держвласність понад 20 родовищ нафти і газу, що фактично вкрадені спільниками екс-президента Януковича.

#### Реформи та досягнення
- Вперше були проведені публічні конкурси на посади директорів заповідників і національних парків з онлайн-трансляцією співбесід кандидатів.
- Удосконалено процес контролю вод ізольованого баласту, завдяки чому було ліквідовано корупційну схему Екоінспекції Чорного моря, яка значно знижувала конкурентоспроможність українських морських портів. Із 30 до 10 днів скорочено терміни надання висновку про транскордонне перевезення потенційно небезпечних вантажів, а також скасовано вимогу отримання довідки від Мінекології, що засвідчує відсутність озоноруйнуючих речовин в очевидних випадках, таким чином транспортування вантажів через кордон значно спростилося.[8][9]
- Мінприроди першим серед міністерств реалізувало проєкт «Відкритий бюджет», завдяки якому всі витрати міністерства стали доступні для ознайомлення і контролю кожним громадянином в режимі онлайн. Всі можливі закупівлі міністерства були переведені в прозорий публічний формат через електронну онлайн-систему Система публічних електронних закупівель ProZorro.[10]
- Було ліквідовано систему маніпуляційних аукціонів з продажу ліцензій на використання надр і розроблено нову прозору та справедливу систему проведення аукціонів.
- На конференції країн-донорів у Лондоні за сприяння Ігоря Шевченка та Мінприроди було зібрано додаткові 540 млн. євро на будівництво нового безпечного конфайменту (укриття) для зруйнованого 4-го енергоблоку Чорнобильської атомної станції, а також отримано грант в розмірі 15 млн євро від Уряду Німеччини на розвиток українських заповідників та національних природних парків.[11][12]
- У результаті напружених багатораундових переговорів Шевченку вдалося продовжити прострочені договори з японськими компаніями на 500 млн доларів для реалізації екологічних проєктів в межах Кіотського протоколу.
- За час роботи Шевченка на посаді Міністра екології України піднялася з 95 на 44 місце в міжнародному рейтингу екологічної ефективності (Environmental Performance Index (EPI), що оцінює досягнення країн з точки зору стану екології та управління природними ресурсами.[13]

### Політичні конфлікти
Один із конфліктів на посаді міністра екології в уряді розгорівся, коли стало відомо, що народний депутат від «Народного фронту» Микола Мартиненко та міністр внутрішніх справ Арсен Аваков тиснули на Шевченка, наполегливо рекомендуючи призначити заступником Міністра екології та природних ресурсів «свою» людину — Миколу Лизуна. Представникам «Народного фронту» Шевченко відповів категоричною відмовою:
«Мені намагалися нав'язати людину на посаду першого заступника Державної екологічної інспекції. Дзвонила Міністр Кабінету міністрів (Ганна Онищенко, людина з команди Яценюка, — РБК-Україна) і наполегливо пропонувала подати на призначення першого заступника Державної екологічної інспекції їх людину. Я відмовився» — із інтерв'ю Ігоря Шевченка.
Ключовим моментом в протистоянні Міністра екології з Прем'єром Яценюком стала особлива позиція Шевченка щодо членів комісії з відбору членів Національного антикорупційного бюро. Шевченко наполягав на скасуванні рішення Кабміну, прийнятого в результаті маніпуляцій, і проведення нових виборів, з включенням до комісії представників незалежних громадських організацій, як того вимагає закон, а не «кишенькових» активістів, готових проголосувати так, як їм скажуть в Секретаріаті КМУ.
24 червня 2015 року на засіданні Кабміну Яценюк в різкій формі вимагав негайної відставки Шевченка за власним бажанням. 
Незабаром Яценюк, а потім і Олег Ляшко з трибуни Парламенту звинуватили Шевченка в тому, що той не відвідав місце пожежі на нафтобазі під Києвом, а також в тому, що Шевченко перебував за кордоном під час пожежі. Ігор Шевченко спростував ці звинувачення, заявивши, що гасіння пожежі не входить до повноважень Мінприроди, а також навів незаперечні докази того, що він перебував в Україні на момент початку пожежі і аж до її повної ліквідації. Незважаючи на це, Шевченко відвідав місце пожежі і провів там нараду з головою Державної екологічної служби та начальником оперативного штабу з гасіння пожежі і порадив Ляшку підписатися на Twitter Мінприроди.
Далі Яценюк, Ляшко і низка народних депутатів з партії «Народний фронт» звинуватили Шевченка в тому, що він нібито безкоштовно прилетів на приватному літаку Олександра Онищенка з Європи в Україну. На що Шевченко надав документальні докази того, що він особисто оплатив свій переліт і що літак належить голландській авіаційної компанії, а не Онищенку.[джерело?]

### Судові процеси
У березні 2016 року Солом'янський районний суд м. Києва визнав необґрунтованими звинувачення проти екс-міністра екології Ігоря Шевченка і закрив справу, ініційовану СБУ України. На засіданні 22 березня суд визнав, що Шевченко не порушував п.2 ч.1 ст.28 закону «Про запобігання корупції», в чому його звинувачувала СБУ — конфлікт інтересів в діях екс-міністра був відсутній.
За неправдиві звинувачення на свою адресу Ігор Шевченко подав до суду 10 позовів на всіх наклепників, в тому числі екс-прем'єра Яценюка, народних депутатів Сергія Пашинського, Тетяну Чорновіл, Ірину Суслову, Юрія Чижмаря, Андрія Помазанова, Леоніда Ємця та лідера Радикальної партії Олега Ляшка, який стверджував, що пост міністра для Шевченка був куплений за 5 мільйонів доларів Олександром Онищенком.
29 липня 2016 року прокуратура міста Києва закрила кримінальне провадження проти Ігоря Шевченка в зв'язку з відсутністю складу кримінального злочину.
|  | Це розслідування було на особистому контролі у Авакова (очільник МВС Арсен Аваков), Шокіна (екс-генпрокурор Віктор Шокін), Ситника (директор НАБУ Артем Ситник), Холодницька (очільник САП Назар Холодницький), Сакварелідзе (екс-заступник Генпрокурора, прокурор Одеської області Давид Сакварелідзе) і Касько (екс-заступник глави ГПУ Віталій Касько). Але як кажуть, контролюй не контролюй… Зрештою, справу передали в прокуратуру міста Києва, яка взяла на себе відповідальність припинити цей маразм і закрити справу — повідомив Шевченко. |

## Політична діяльність
До 2011 року Ігор Шевченко не був членом жодної політичної партії. У 2011 році створив і очолив Мерітократичну партію України. У 2012 році Шевченко вів перемовини щодо спільної участі в парламентських виборах з Анатолієм Гриценком (партія «Громадянська позиція») і Віталієм Кличком (партія «УДАР»), але співпраця не склалась.
У 2013 році Шевченко пішов з поста голови партії, але залишався членом Політичної ради.
У травні 2016 року Шевченко заявив про припинення свого членства в Мерітократичній партії України.
|  | Переконаний, що якщо українці хочуть бачити свою країну по-справжньому європейською і успішною – по суті, а не формально за членством в ЄС – іншого виходу, ніж привести до влади достойних влади людей, що є суттю меритократії, у нас немає. Проте, на жаль, із багатьох причин Мерітократична партія України вичерпала себе як політична організація – із інтерв'ю Ігоря Шевченка |

На місцевих виборах в жовтні 2015 року Ігор Шевченко балотувався на пост мера Білгорода-Дністровського (Одеська область) як незалежний кандидат (самовисуванець), однак, набравши майже 27 % голосів посів 2-ге місце.
Після виборів Шевченко залишився в Білгороді-Дністровському, де веде активну громадську і благодійну діяльність, видає газету «Новини Аккермана» і очолює громадську організацію «Успішний Аккерман».
Наразі Ігор Шевченко безпартійний.
4 січня 2019 року зареєструвався у ЦВК як кандидат на пост президента України на виборах 2019 року. Під час передвиборчої кампанії звернувся до ЦВК з проханням замінити його передвиборчу програму, проте комісія відмовила, оскільки відповідно до законодавства заміна передвиборчої програми не належить до переліку інформації про кандидата у Президента, яку ЦВК може уточнювати.

## Вибори Президента 2019
Ігор Шевченко став першим кандидатом в Президенти України на виборах 2019 року, якого зареєструвала Центральна виборча комісія. Тому політик став називатися «Кандидатом №1». Його політична програма називалася “Успішна Україна” і передбачала численні кроки та реформи для розбудови держави. За Ігоря Шевченка віддали голоси 18 667 українців. Він зайняв 20-те місце серед 39 кандидатів.

### Дружина президента
Під час передвиборчої кампанії Шевченко оголосив про пошуки дружини під слоганом "Хочеш стати дружиною президента?". У містах України з’явилися білборди з кандидатом у Президенти, на яких йшлося про "пошуки кохання". На офіційному сайті Ігоря Шевченка опублікували форму, де кандидатки у дружини мали внести особисті дані для участі в кастингу. Телевізійна і онлайн версії проєкту на екрани не вийшли, однак користувачі соціальних мереж, ЗМІ та експерти охрестили Шевченка «холостяком» президентських перегонів.

### Антикорупційний рух синіх шапок
Незабаром після реєстрації Ігор Шевченко відвідав Всесвітній економічний форум у Давосі як член Форуму молодих лідерів світу (Young Global Leaders). Усім гостям Форуму пропонували безкоштовно взяти із контейнерів традиційні в'язані сині шапки. Замість однієї кандидат у Президенти взяв чотири. Відео із "шапковою махінацією" Шевченко самостійно поширив на сторінці у Facebook. Це почали активно обговорювати ЗМІ. «Синю шапку в кожну хату» – з таким лозунгом кандидат і його «Антикорупційний рух синіх шапок» запустили інформаційну кампанію. Головний убір надсилали безкоштовно усім охочим.

## Благодійність
Із початку 1990-х років Ігор Шевченко брав активну участь у відродженні ротаріанського руху в незалежній Україні, беручи участь у створенні та діяльності Rotary Club-Київ. Rotary International — це всесвітня мережа клубів успішних людей, які здійснюють благодійну діяльність із 1904 року. Одним із найважливіших досягнень цієї міжнародної організації є подолання епідемії поліомієліту в світі.
У 2008—2009 рр. Ігор Шевченко був головою правління Благодійного фонду «SOS — Дитяче Містечко — Україна» — це найбільша міжнародна благодійна організація з підтримки дітей-сиріт, дітей, які залишилися без піклування батьків, і дітей, яким загрожує втрата родини. Дитяче містечко — це унікальна, максимально наближена до сімейної, довгострокова форма соціальної підтримки і виховання дітей-сиріт. Шевченко значно прискорив завершення будівництва і початок функціонування першого в Україні SOS-Дитячого містечка в місті Бровари під Києвом.
Завдяки фінансовій підтримці Ігоря Шевченка були видані книги «Інтелектуальна політика» Сергія Дацюка та «Контроль над розумом» Георгія Почепцова, а також перекладені українською мовою та вийшли друком книги «Чому Грузії вдалося» Лариси Буракової та «Китайська модель: меритократія та обмеженість демократії» Даніеля Белла.

## Родина
Неодружений. Батьки — Марія Михайлівна і Анатолій Павлович Шевченки — інженери на пенсії, брат — Павло.

## Спорт
Із 1982 до 1991 року Ігор Шевченко активно займався легкою атлетикою: кандидат в майстри спорту з бігу на 400 м з бар'єрами, член юніорської збірної Української РСР, кандидат в юніорську збірну СРСР.